# Caio Sector
Caio Sector är en sektor i Guinea-Bissau.   Den ligger i regionen Cacheu, i den västra delen av landet, 60 km väster om huvudstaden Bissau.